# 山下賢太
山下 賢太（やました けんた、1985年 -）は、甑島列島の上甑島旧里村生まれの日本の島の実業家。
元日本中央競馬会（JRA）競馬学校騎手課程20期生。

## 来歴
2010年、京都造形芸術大学（現 京都芸術大学）環境デザイン学科地域デザインコースを専攻。
和柄・和装小物等を通じた「京都の文化継承」をコンセプトに掲げる株式会社くろちくの社長企画室プランナーを務める。
2012年、「らしさと風景を耕す」をミッションに掲げ、東シナ海の小さな島ブランド株式会社を創業、代表取締役就任
2016年、KOSHIKI FISHERMANS FESTを開催
2019年、鹿児島県の有人離島28島をつなぐ鹿児島離島文化経済圏（通称=リトラボ）の発起人代表
2020年、移住ドラフト会議を運営する九州地域間連携推進機構株式会社の創業メンバー、取締役就任
2021年、屋久島・甑島・トカラ列島の事業者によりジョイントベンチャーSANROKU Inc.（本社＝屋久島）を創業、取締役就任
2021年、不動産の管理運用、交流人口の拡大を創出する島守株式会社（本社=甑島）を創業、代表取締役就任
2023年、沖永良部島にisland company.サテライトオフィスを設立
2024年、鹿児島県初となる地域財団（通称=島嶼基金）設立に向けてかごしま島嶼ファンド設立準備会を設立
2025年、島祭 Shimasai を主催

## その他役職
・内閣官房 ふるさと活性化支援チーム’19-20
・甑島地域雇用移定住対策協議会 理事
・KIRIN 地域創生トレーニングセンタープロジェクト２期生

## 受賞歴
・かごしま 人・まち・デザイン賞 都市デザイン部門/「優秀賞」受賞（2016）
・かごしまの新特産品コンクール食品部門『漁師印のキビーニャカウダ』「鹿児島県観光連盟会長賞」受賞（2019）
・京都芸術大学「瓜生山学園賞」受賞（2021）
・Business Insider Japan 主催
　持続可能な社会の実現とビジネスの両立に取り組む 「Beyond Sustainability 2022」 ローカル賞 受賞(2022)
・鹿児島県共生・協働型地域コミュニティづくり推進優良団体 企業部門 会長賞（2023）
・総務省ふるさとづくり大賞 内閣総理大臣賞 受賞(2023)
・第57回MBC畠中文化基金 MBC受賞(2024)
・国土交通省「地域づくり表彰」国土交通大臣賞 受賞(2024)

## 講師・講演歴
2023
- 台湾/國立臺灣海洋大學：講演会
- 台湾/高雄科技大学 大学社会責任（USR）プロジェクト登壇

2024
- 国土形成計画：九州圏広域地方計画 講師
- 国土交通省：「暮らしたくなるシマをつくる〜日本の未来への序章〜」他 多数